# Infini-T Force
『Infini-T Force』（インフィニティ フォース）は、タツノコプロ制作による日本のオリジナルアニメ。タツノコプロ55周年記念作品。フル3DCGアニメとして制作される。
テレビアニメは2017年10月から12月まで日本テレビ深夜アニメ枠「AnichU」ほかにて放送。なお、9月26日よりHuluにて先行配信された。
テレビアニメの続編である劇場アニメ『劇場版Infini-T Force/ガッチャマン さらば友よ』は2018年2月24日に松竹配給で公開。
同社が1970年代に手がけた『科学忍者隊ガッチャマン』、『新造人間キャシャーン』、『破裏拳ポリマー』、『宇宙の騎士テッカマン』のキャラクターが登場する。アニメ版のロゴには、「タツノコ・レジェンズ」と表記された。
テレビアニメに先駆けてアニメ版とは別世界を舞台としたコミック『Infini-T Force 未来の描線』が『月刊ヒーローズ』にて連載された。

## 概要

### 企画
当初は中村健治を中心に、彼が監督を務める『ガッチャマン クラウズ インサイト』と平行して企画が進められていた。しかし、『インサイト』の制作スケジュールと重なったことから、同作の助監督だった鈴木清崇が中村の指名により監督として参加する。この時点で、作品テーマ・登場人物・3DCGによる制作といったことは決定済みであり、具体的なストーリーを練る段階で鈴木が合流するかたちとなった。こうした経緯から、脚本チームはシリーズ構成の大野敏哉をはじめ、同作の流れを汲んだものとなっている。大野自身も同作の制作中に中村からの打診で参加し、ヒーローたちを取り巻く社会的な状況を描くことに主眼が置かれていた『クラウズ』に対し、本作では単純に「ヒーローってなんだろう」ということを考え、差別化を図っている。
キャラクター原案は『エア・ギア』などの漫画家・大暮維人が手掛け、今の人に観てもらおうというコンセプトから、オリジナルに縛られず「それぞれのヒーローが成長した姿」というオーダーのもとでデザインされている。このほか、ヒーローデザイン原案にはタツノコ作品の『鴉 -KARAS-』原案・監督のさとうけいいち、スーツ・メカニックデザインには『インサイト』でもスーツデザインを手掛けた中北晃二がそれぞれ起用されており、企画段階の中心メンバーだった中村はスーパーバイザーとして携わっている。

### 3DCG
3DCG制作を担当したデジタル・フロンティアにとっては初のテレビシリーズ作品であり、制作工程についてタツノコ側との念入りな調整が行われた。当初はセルルックという選択肢もあったが、一般的な3DCGでの制作となった。これについて鈴木は「もうちょっと踏み込んだところに挑戦したいというのがタツノコの精神」であると語り、「リアルめのバランスの落としどころ」を念頭にバランス調整がなされている。
キャラクターの動きにはモーションキャプチャが用いられ、声優とは別に各キャラクター専任のモーションアクターが1人に1役ずつ割り当てられている。ただし、ラジャ・カーンのみは特殊なキャラクターかつ複雑な芝居を要しないことから、兼ね役となっている。各アクターはオーディションで選ばれ、選考に際してはキャラクターに芝居と動きが合致しているかが重要視された。フェイシャル（表情）については監督の鈴木が全話立ち会いのうえ、フェイシャルチーフとの相談のもとで各話の演出担当者が演技の指示を出している。演出スタッフは鈴木を含め、ほぼ手描きアニメに携わってきたアニメーターや演出家で占められているが、3DCGであることを活かすため、意図的に使用している部分を除いて基本的にフィックスを使用しないカメラワークを心がけている。

### 制作形式
モーションキャプチャをもとに声優による収録がなされ、収録した音声に合わせてフェイシャルをつけるというプレスコに近い形式で制作された。この形式になったのは第4話からであり、当初はキャラクターのフェイシャルキャプチャーをつけたうえでアフレコ方式による制作だった。しかし、途中から声の先行収録が可能なスケジュールとなったことと、鈴木自身も先録りしたほうがいいと考えていたことから、第2話と第3話での移行期間を経て第4話以降は完全に上記の方式に切り替わった。実際にはモーションとフェイシャルを合わせる目的でアクターによる仮の音声がつけられているため、音声収録の際には動きだけでなく音声も参考にしたうえで行われた。これについて、鷲尾健役の関智一はアクターの演技が自然体であることを挙げて「自然な人の話し方に寄せやすかった」と発言し、界堂笑役の茅野愛衣もアクターの芝居からニュアンスを汲んだ部分があった旨を語っている。
なお、放送前に全話が納品されており、上記の収録も2016年から2017年にかけての年末年始に終了している。

## あらすじ
テレビアニメ版
ガッチャマンこと鷲尾健は、ギャラクターに乗っ取られた原子力空母を追跡していた。しかし、あと一歩のところで現れた謎の敵と交戦したうえ、突然謎の光に包まれてしまう。
渋谷では、冷めた性格で退屈な日々を過ごしていた女子高生の界堂笑が謎の光に貫かれ、見覚えのある鉛筆を手に入れる。その場に居合わせた別世界から来たと称する探偵の鎧武士は危機を察し、「あの時と同じ」と悟る。その不安は的中し、笑は突然現れたロボット集団に襲われてしまう。絶体絶命の危機に現れたのは謎の光を通り抜けた健、笑を守ろうと超戦士ポリマーに転身した武士、そして騎士風の装甲をまとったテッカマンこと南城二であった。
この日を境に笑の退屈な日々は一変し、新造人間キャシャーンこと東鉄也との出会い、Zと名乗る謎の存在と共に行動するダミアン・グレイ、ベル・リン、ラジャ・カーンとの戦いといった、さまざまな出会いと別れを繰り返しながら、やがて笑はZの正体と「ケース」と呼ばれる鉛筆に秘められた奇跡の力を知り、ヒーローたち4人と共に全世界の存亡に関わっていく。

劇場アニメ版
激闘の果てに、それぞれの世界へ帰っていったヒーローたち4人を思いながら日々を送る界堂笑のもとに突然、鷲尾健が現れた。笑は健に「お前の力が必要になったんだ」と半ば強引に連れられ、「もう一つのガッチャマンの世界」を訪れる。鎧武士・南城二・東鉄也と合流した笑たちは再会を喜ぶ暇もなく、この世界の南部博士と対峙する。南部博士は、健たちに「君たちは私の敵になってしまった」と語る。
混乱する健たちを高みから黒い影がうかがう。それは、健と共にギャラクターと戦い抜いてきた科学忍者隊のメンバーにして健の盟友・ジョージ朝倉ことコンドルのジョーであった。

コミック版
ある朝、界堂笑に届いた差出人不明の荷物は、「あなたの望みなんでも叶えます」という鉛筆「ポシビリティ・ペンシル」だった。その後、笑は立ち寄ったコンビニエンスストアで強盗事件に巻き込まれ、「みんなを護り助けるヒーロー」を願う。するとペンがヒーローたち4人を描き、その中の1人である科学忍者隊G-1号ガッチャマンこと鷲尾健が現れる。

## 登場人物

### 主要人物
鷲尾 健（わしお けん） / ガッチャマン（G-1号）
声 - 関智一 / モーションアクター - 村松和輝
科学忍法を駆使して秘密結社「ギャラクター」と戦っていた、科学忍者隊のリーダー。別名「大鷲の健」。24歳。
アニメ版
ギャラクターに占拠された原子力空母を追跡・戦闘していたところをZに介入され、Zからケースを引き離すもそれによりエミの世界へ引きずり込まれる。城二や武士と違って東京の町並みに驚き、IHクッキングヒーターやスマートフォンを知らないうえ、料理や介護は女性の仕事という偏見を持っている。
原典よりも堅物な性格が強調されており、白髪混じりで髭が生えていることからも、武士や笑には「おっさん」と呼ばれ、当初は必ず否定していたが、やがて気にしないようになった。食事の際には、肉ばかり好んで野菜を嫌うなど、偏食家の一面がある。
なお、本作では技の設定が原典と一部異なっており、原典で科学忍者隊5人が協力して行っていた「忍法竜巻ファイター（かけ声は「竜巻ファイター」）」は健が単独で手を広げ両手に落雷を集めつつ回転して行うほか、「科学忍法火の鳥」は他のヒーロー3人との協力で放っている。
コミック版
6年間もギャラクターとの戦いが続く中、エミの世界へ呼び出される。元の世界へ帰る方法を模索しながら、我の強いほかのヒーローたちと共にエミの世界を侵食する悪と戦う。表向きはエミの叔父でフリーのエンジニアと称している。他のヒーローたちのことは平時もヒーロー名で呼ぶ。カレーも作れないほどの料理下手で、電子レンジなどのタッチパネルの操作も苦手であるうえ、元の世界にない牛丼屋やコンビニに慣れず、エミが留守にした時は食事に苦労することになった。
南 城二（みなみ じょうじ） / テッカマン
声 - 櫻井孝宏 / モーションアクター - 廣瀬裕一郎
環境破壊による人類滅亡が数年後に迫る世界で、サポートロボットのペガスに内蔵されたテックセットシステムによってテッカマンに変身し、ペガスや宇宙船のブルーアース号と共に悪党星団ワルダスターと戦っていた青年。
アニメ版
人類滅亡の回避に必要なリープ航行の実験中、偶然から並行世界へ入り込む方法を発見し、元の世界からコールドスリープで難を逃れた仲間たちをはじめ人類存続の可能性を別の世界に求め、旅をしている。
「ケース」の詳細を把握しているほか、キャシャーンを新造人間と判断するなど事情に通じてヒーローの頭脳となっており、武士に「教授」とあだ名をつけられる。食育に気を付けており、食事の際には、血糖値の上昇を理由として食べる順番にすら気を配っている。
ブルーアース号は渋谷駅のモニュメントに偽装させ隠している。
必殺技の「ボルテッカ」を額から放つのは原典と同じだが、渦巻きマークが飛ぶのではなく強大な破壊光線となっておりテッカマンブレードのボルテッカに近い。
コミック版
エミの担任の教師として姿を現す。当初はペガスがいなかったために変身不能だったが、エミのポシビリティペンによってペガスが召喚されたことで、再び変身できるようになる。エミを戦いに巻き込むべきではないと考えていたところ、力を正しく使おうとする彼女の心情を察し、ポシビリティペンの回収をあきらめる。「近場にいた方が都合が良い」「部屋の改装を認めてくれた大家がエミくらいだった」という理由でエミのマンションに住んでいるが、基地の指令室のように大幅に改装されたその室内は健や鉄也を驚かせる。
鎧 武士（よろい たけし） / ポリマー
声 - 鈴村健一 / モーションアクター - フェルナンデス直行
ワシンキョウ市で活動する探偵にして、自ら考案した拳法「破裏拳流」を操る転身ヒーロー系クライムファイター。
アニメ版
所属する探偵事務所の所長が長期リタイア中のため、急遽「所長代理」となったが、物語開始の1年前に鬼と交戦中にZによって世界を破壊され、エミの世界へ呼び出される。以後、事務所を開いて探偵をしながら秘密のヒーロー「ポリマー」として、のさばる敵を鉄拳制裁している。
洒落者で仲間を大切にしており、突然異世界から出現した健や城二のこともヒーローの仲間として迎え入れ、会食を楽しんでいる。
コミック版
物語開始の1年前からエミのマンションで暮らしており、エミの世界では作れないはずのドラッグ「アナテマ」の謎を探っていた。何者かによって顔を傷つけられており、常に右目を前髪で隠している。健と同じ世界から呼び出されたために科学忍者隊のことを知っており、健のことを「大物」と評している。健とは正義についての考え方の相違により対立するが、自身はあくまでも「正義の味方」であって正義そのものではないという矜持を持つ。家賃は滞納気味のため、エミには頭が上がらない。
東 鉄也（あずま てつや） / キャシャーン
声 - 斉藤壮馬 / モーションアクター - 藤井俊輔
人類への反乱を起こした悪のロボット軍団と戦うに際し、父の罪を消すため、常人を超越する新たに造られた人間「新造人間」となり、パートナーロボット犬のフレンダーと共に戦った少年。
アニメ版
ロボット軍団を倒すも父を亡くし、虚脱の時を無為に過ごすうちに人間としての感情が希薄になりつつあったところ、Zによって世界を破壊されたうえ、ハッキングで操られながらエミの世界へ送り込まれる。当初はエミに襲いかかって健たちを圧倒するが、彼がハッキング機器を外してくれたことで正気に戻り、彼らと同行する。
平時は常人と同様の私服姿に偽装している。武士につけられたあだ名は「少年」。原典と同じく味覚は持っていないが、料理はレシピ通りに作れる腕前を持つ。また、ガソリンがまかれた罠に気づけないなど、本作では嗅覚も持っていないことが示唆されている。
コミック版
ロボットの反乱終結から10年後にエミの世界へ呼び出される。ブライキング・ボスとの決着を境に自分の存在価値を見失っていたが、ワルダスターのロボットから自分をかばったエミを見て、彼女を守るために再び戦う決意を固める。そのためか、エミのことになると感情的になる一面がある。
界堂 笑（かいどう エミ）
声 - 茅野愛衣 / モーションアクター - 濱元香合
女子高生で、家の中ではズボラな格好で過ごしている。
アニメ版
冷めた性格。何に対しても熱い感情を呼び起こすことなく、他人と関わろうともしない。文房具の調達さえも、意図的な危険運転によってその日の生死を賭けて決めるほど、自分の命に頓着がない。持ち主の願望を具現化する能力を持つアイテム「ケース」を手に入れる。「ケース」の形は両手で抱えるほど大きな鉛筆で、エミの「守られたい」という願望に反応して事象を起こす。
コミック版
明るい性格。学業に勤しむ一方でマンションの大家をしており、見境なく機械いじりを好む。何でも分解して調べないと気が済まないが、それゆえに自身が扱う機械のことは性能の限界まで正確に把握している。謎の人物から送られてきた、描いた対象を具現化するアイテム「ポシビリティ・ペンシル（ポシビリティペン）」によって、平行世界のヒーローたちを呼び出す。

### 敵
ラジャ・カーン
声 - 安元洋貴
アニメ版
Zの側近的存在。身長3メートルを超える異形の巨人だが、胸部に人らしきシルエットが見える。以前は自分の世界で怪物から人々を守る戦士だったが、怪物と対抗するために敵と融合して現在の姿となる。敵は倒したが、その姿から差別と迫害を受ける様になり、自分の世界を滅ぼしたZにその姿を受け入られたことで仲間となる。だが、Zの本当の目的を知って離反する。差別と迫害を受けたことから性格が歪んでおり、自分の運命と自身を現在の姿にした父親を憎んでいた。しかし、キャシャーンとの戦いで敗北し、檻に閉じ込められ、そこで自分は本当は父親を愛しており、また自由になったら自分の夢を見つけるという目的を見出す。その後エミの力で解放され、エミを乗せベル・リンと戦闘するヒーローたちを救い、彼女に毒を注入してダメージを与えるも、自身も深手を負い、エミに未来がないと言ったことを撤回し、命を落とす。亡骸はヒーローたちに埋葬され弔われた。
コミック版
浅黒い肌と黒い髪を持つ青年の姿をしている。
ベル・リン
声 - 花澤香菜 / モーションアクター - 今村美乃
アニメ版
地球ではない他所の星から来た女性。Zの所有する「アレ」と「ケース」を欲している。それらを使い、滅んでしまった自分の種族を復活させるという目的を持っている。城二に同類意識を持っているが、他種族に対する強い不信感から彼らに対する殲滅するという目的も持っており、彼とは対立している。さまざまな武装を装備して戦う。
種族の復活のために「強い遺伝子」に固執しており、Zの「アレ」（=遺伝子）を狙っていた。しかし彼が既に肉体を失っている事実を知り、目的をエミに変更。その過程でガッチャマンら4人と戦闘に突入、強大な装備で本気を出して戦うも、彼らに加勢したラジャ・カーンの毒に冒され敗北し、城二によってブルーアースにコールドスリープされた。
コミック版
自己暗示によって自らの記憶を改ざんし、ボルテックスコーポレーションL.A.支社の社員「リン・鈴村」と名乗って城二と接触する。
ダミアン・グレイ
声 - 平川大輔 / モーションアクター - 高濱正朋
アニメ版
特徴的な言葉使いで話す、鎧探偵事務所の上顧客。かつては国際警察に所属する「正義の味方」だったが、任務に失敗して敵の組織による人体実験の被験者とされる。強力な超能力を持つ鬼の異形の怪人に変身する力を手に入れた結果、自分を改造した組織を壊滅させるも国際警察から危険視され、追われる立場となった。また、高い才覚に恵まれた完璧主義者としての一面から、「ケース」の力で理想の自分になるという目的を持っている。後にヒーロー4人から能力を吸い取り、変身能力を奪い拘束、ひとり逃れた健を彼らの技で追い詰めるが、逆に自らがコピーしたテックランサーを健に奪われ、目を負傷し敗北した。
コミック版

### アニメ版の人物
Z（ゼット） / 界堂 一道（かいどう かずみち）
声 - 斧アツシ / モーションアクター - 野村貴浩
「ケース」を使ってさまざまな世界を滅ぼしたが、健との交戦で「ケース」を手放した黒い怪人。半透明のバイザーから素顔が覗くヘルムや頑丈な装甲、マントをまとっている。
正体はエミの父・界堂一道であり、物語開始の10年前にエミにいくつかの約束事をさせた後、姿を消していた。物語開始時点ですでに肉体はなく、さまざまな世界の自分という意志の集合体であり、その目的はエミが死ぬ世界線をなくして彼女が生きる未来を作ろうとしている。そのため、「ケース」を使って平行世界をいくつも滅ぼし、それらの「可能性」をエミの世界に注ぎ込んでいた。
北野 聖母（きたの まりあ）
声 -和氣あず未/ モーションアクター - 田中梓
エミの幼馴染みでクラスメート。親しかったものの最近は距離が生じていたエミを第4話でハロウィンパーティに誘うも、同話のラストで世界の破滅の兆候なのか存在が消滅してしまうが、第8話で元通りに復活する。第9話で友達（ラジャ・カーン）を亡くしたエミの話を聞き、力づけた。
ジョージ浅倉（ジョージあさくら） / コンドルのジョー（G-2号）
声 - 鈴木一真/ モーションアクター - 笠原紳司
劇場版に登場。健とともにギャラクターと戦った科学忍者隊のサブリーダー。健がエミの世界に飛ばされた時、ジョーもまた｢もうひとつのガッチャマンの世界」に飛ばされていた。24歳。
南部博士（なんぶはかせ）
声 - 船越英一郎/ モーションアクター - 鳴海剛
劇場版に登場。科学忍者隊の創設者にして司令官を務める天才科学者。「もうひとつのガッチャマンの世界」での南部は宇宙からの侵略者である「ギャラクター」によって科学忍者隊を失い、力に固執するようになったため、渋谷で見つかったエネルギー「ネクサス」を兵器転用し、ギャラクターを殲滅した。そのうえ、ネクサスの軍事利用さえも目論んだところを阻止しようとした（その世界の）健をも殺害したため、ジョーに命を狙われている。
佐々岡（ささおか）/ モーションアクター - 林千津子
声 - 遠藤綾
劇場版に登場。南部博士に接触した政府の女性関係者。

### コミック版登場人物
辰巳
渋谷署の刑事。
乾
辰巳の部下。
パラベラム
アナテマを流通させている男。ラジャ・カーンには「監視者」と呼ばれている。偽ポリマーを使ってポリマーのデータを収集し、自らアナテマポリマーとなってヒーローたちと戦う。
マスミ
エミの友人。政治家の娘であることから自分の進路に迷っていたが、エミのアドバイスを受けてパティシエを目指す決意をする。しかし突如謎の失踪を遂げ、三日後に戻ってきたがその間の記憶を失っていた。それ以降は表面上は明るく振る舞いながらも、味覚を失ったことを自覚し、パティシエの夢を断たれたと思ってショックを受けていた。実は失踪事件はパラベラムの仕業であり、彼に身体を改造されていた（味覚を失ったのはその影響）。自分の苦悩に気付かないまま励ましの言葉をかけてくるエミに憎悪の念を抱き、パラベラムと共にヒーローたちと敵対し、渋谷に多大な被害をもたらしてしまうが、エミの説得を受けて和解。その後は城二に「元の体に戻れる可能性がある」と言われたことや、自分がレシピを頼りに作ったケーキを避難所で振る舞ったところ喜んでもらえたことから、改めてパティシエを目指すことにする。

## スタッフ
- 原作・制作 - タツノコプロ
- 監督 - 鈴木清崇
- スーパーバイザー - 中村健治
- シリーズ構成 - 大野敏哉
- キャラクター原案 - 大暮維人
- ヒーローデザイン原案 - さとうけいいち
- スーツ・メカニックデザイン - 中北晃二
- コンセプトアート - 草森秀一
- CGディレクター - 堀部亮
- キャラクターリード - 内野浩次
- リギング・シミュレーションリード - 池田泰明
- バックグラウンドリード - 張替翼
- アニメーションリード - 藤松幸伸、大澤修一
- フェイシャルリード - 石山健作、石塚優一郎
- エフェクトリード - 伊藤源
- コンポジットリード - 源良太
- 編集 - 奥田浩史
- 音響監督 - 明田川仁
- 音楽 - やまだ豊
- 音楽プロデューサー - 千石一成
- ラインプロデューサー - 吉田昇一、渋谷いずみ
- CGプロデューサー - 豊嶋勇作、吉村剛久
- プロデューサー - 稲毛弘之、桐本篤、渡邉季之、春名和道
- 3DCG制作 - デジタル・フロンティア
- 製作著作 - Infini-T Force製作委員会（日本テレビ、タツノコプロ、デジタル・フロンティア、松竹、CSPG、日本テレビ音楽、Hulu、ポニーキャニオン、KADOKAWA、ブシロード、ホリプロ、読売テレビ、札幌テレビ放送、宮城テレビ放送、静岡第一テレビ、中京テレビ放送、広島テレビ放送、福岡放送）

## 主題歌
「To be continued…」
flumpoolによるオープニングテーマ。作詞は山村隆太、作曲は阪井一生、編曲は飛内将大。
本作劇場版でも主題歌として使用される。
「チクタク」
eddaによるエンディングテーマ。作詞・作曲はedda、三輪コウダイ、編曲は三輪コウダイ。

## 各話リスト
第6話を除き、各サブタイトルを構成する2つの英単語の頭文字は全て本作タイトルのそれと同じ「I」と「F」になっている。
| 話数  | サブタイトル       | 脚本       | 絵コンテ          | 演出     |
| ----- | ------------------ | ---------- | ----------------- | -------- |
| EP.01 | ISOLATED FLOWER    | 大野敏哉   | 鈴木清崇          | 鈴木清崇 |
| EP.02 | IMMEDIATE FAMILY   | 大野敏哉   | 佐山聖子 和田高明 | 和田高明 |
| EP.03 | INTELLIGENT FURY   | 熊谷純     | 寺東克己          | 木村延景 |
| EP.04 | IMAGINARY FRIEND   | 杉原研二   | 佐山聖子          | 鈴木清崇 |
| EP.05 | INVISIBLE FUTURE   | 大野敏哉   | 木村延景          | 木村延景 |
| EP.06 | INFINI-T FORCE     | 熊谷純     | 和田高明          | 和田高明 |
| EP.07 | INSANE FATHER      | 大野敏哉   | 鈴木清崇          | 鈴木清崇 |
| EP.08 | INNER FRUSTRATION  | 杉原研二   | 伊藤良太          | 伊藤良太 |
| EP.09 | IN FLUX            | 木戸雄一郎 | 前川英章 橋爪謙始 | 前川英章 |
| EP.10 | IGNITION FLAME     | 熊谷純     | 大塚康弘          | 大塚康弘 |
| EP.11 | INDEPENDENT FLOWER | 大野敏哉   | 和田高明          | 和田高明 |
| EP.12 | I'LL FIND…         | 大野敏哉   | 冨井ななせ        | 鈴木清崇 |

## 放送局・配信
| 放送期間                       | 放送時間                     | 放送局         | 対象地域   | 備考                                                        |
| ------------------------------ | ---------------------------- | -------------- | ---------- | ----------------------------------------------------------- |
| 2017年10月3日 - 12月26日       | 火曜 3:05 - 3:35（月曜深夜） | 読売テレビ     | 近畿広域圏 | 製作委員会参加 / 『MANPA』第3部                             |
| 2017年10月4日 - 12月27日       | 水曜 1:59 - 2:29（火曜深夜） | 日本テレビ     | 関東広域圏 | 製作委員会参加 / 『AnichU』第1部 / 作品の舞台地（東京都）   |
|                                | 水曜 2:29 - 2:59（火曜深夜） | 福岡放送       | 福岡県     | 製作委員会参加                                              |
| 2017年10月5日 - 12月28日       | 木曜 1:34 - 2:04（水曜深夜） | 札幌テレビ     | 北海道     | 製作委員会参加                                              |
|                                | 木曜 1:59 - 2:29（水曜深夜） | 広島テレビ     | 広島県     | 製作委員会参加                                              |
| 2017年10月7日 - 2018年1月6日   | 土曜 1:59 - 2:29（金曜深夜） | ミヤギテレビ   | 宮城県     | 製作委員会参加                                              |
| 2017年10月8日 - 12月28日       | 日曜 2:20 - 2:50（土曜深夜） | 静岡第一テレビ | 静岡県     | 製作委員会参加 / 最終話は木曜 2:34 - 3:04（水曜深夜）に放送 |
| 2017年10月14日 - 2018年1月27日 | 土曜 1:53 - 2:23（金曜深夜） | 中京テレビ     | 中京広域圏 | 製作委員会参加                                              |
| 2017年11月17日 - 2018年2月16日 | 金曜 21:30 - 22:00           | 日テレプラス   | 日本全域   | CS放送                                                      |

| 配信開始日    | 配信時間                  | 配信サイト | 備考                               |
| ------------- | ------------------------- | ---------- | ---------------------------------- |
| 2017年9月26日 | 火曜 0:00（月曜深夜）更新 | Hulu       | 全話 地上波最速局より1週間先行配信 |
| 2017年10月4日 | 水曜 2:29（火曜深夜）更新 | TVer       | 最新話限定で無料配信               |

## BD / DVD
| 巻 | 発売日         | 収録話          | 規格品番   | 規格品番   |
| 巻 | 発売日         | 収録話          | BD         | DVD        |
| -- | -------------- | --------------- | ---------- | ---------- |
| 1  | 2017年12月20日 | 第1話 - 第3話   | PCXP-50561 | PCBP-53871 |
| 2  | 2018年1月17日  | 第4話 - 第6話   | PCXP-50562 | PCBP-53872 |
| 3  | 2018年2月7日   | 第7話 - 第9話   | PCXP-50563 | PCBP-53873 |
| 4  | 2018年2月21日  | 第10話 - 第12話 | PCXP-50564 | PCBP-53874 |

## 評価
オリジナルの『科学忍者隊ガッチャマン』で演出として携わり『新造人間キャシャーン』『宇宙の騎士テッカマン』で監督を務めた笹川ひろしは本作について、「タツノコが次のステップに辿り着いた」「これだけのものを作り上げて、本当に僕は満足ですね。」と語った。
『ガッチャマン』をはじめタツノコ制作アニメでメカニックデザイナーを務めてきた大河原邦男は「デザインもクオリティーもTVシリーズでやるには異常かもしれませんね。あまりにも格好良すぎるんじゃない？」「同業者に嫉妬されるほどの作品になるのではないかと感じました」と発言している。

## 劇場版
『劇場版Infini-T Force/ガッチャマン さらば友よ』のタイトルで、2018年2月24日に松竹配給により公開。テレビアニメ版の後日談としてヒーローたちの新たなる戦いが描かれる。BD / DVDは同年8月2日に発売された。

### スタッフ（劇場版）
- 監督 - 松本淳
- 脚本 - 熊谷純
- キャラクター原案 - 大暮維人
- ヒーローデザイン原案 - さとうけいいち
- スーツ・メカニックデザイン - 中北晃二
- 製作 - 今村司、桑原勇蔵、植木英則、大角正、LiNi、林隆一郎、於保浩之、谷和男、吉村隆、堀義貴、井上伸一郎、長畑克也
- エグゼクティブプロデューサー - 伊藤響、篠宮浩司、門屋大輔
- プロデューサー - 岩佐直樹、渡邉孝之、春名和道、桐本篤
- ラインプロデューサー - 大松裕、吉田昇一
- CGプロデューサー - 豊嶋勇作、吉村剛久
- CGディレクター - 池田正憲
- 編集 - 関一彦
- 音響監督 - 明田川仁
- 音楽 - やまだ豊
- 3DCG制作 - デジタル・フロンティア
- 制作 - タツノコ・フロンティア
- 配給 - 松竹
- 製作 - 「Infini-T Force」製作委員会（日本テレビ放送網、タツノコプロ、デジタル・フロンティア、松竹、bilibili、日本テレビ音楽、Hulu、読売テレビ放送、ポニーキャニオン、ホリプロ、KADOKAWA、ブシロード、札幌テレビ放送、宮城テレビ放送、静岡第一テレビ、中京テレビ放送、広島テレビ放送、福岡放送）

### 関連番組
本作公開直後の2018年2月27日に、日本テレビ深夜の『映画天国』枠（火曜1:59枠）で「タツノコプロ4大ヒーロー祭り」と銘打ち、『科学忍者隊ガッチャマン』『新造人間キャシャーン』『破裏拳ポリマー』『宇宙の騎士テッカマン』それぞれのテレビアニメ版が1話ずつ放送された。
| 放送作品               | 放送話            | 放送話             |
| 放送作品               | 話数              | サブタイトル       |
| ---------------------- | ----------------- | ------------------ |
| 科学忍者隊ガッチャマン | 第105話（最終話） | 地球消滅! 0002     |
| 新造人間キャシャーン   | 第9話             | 戦火に響け協奏曲   |
| 破裏拳ポリマー         | 第15話            | 稲妻怪人ピカデール |
| 宇宙の騎士テッカマン   | 第11話            | 失われた宇宙船     |

放送形態は次の通り。
- 全作ともに画面両脇にサイドパネルを添えて放送。
- 「制作」「制作協力」「プロデューサー」クレジットにある「フジテレビ」「NET」「NETテレビ」を差し替えずにそのまま放送。
- 『キャシャーン』『ポリマー』『テッカマン』の次回予告と、『ガッチャマン』本放送時に行われた『てんとう虫の歌』の予告についてはカット。

## 舞台
Acrobat Stage『Infini-T Force』というタイトルで、2018年8月29日から9月2日に東京・光が丘IMAホールにて上演された。

### スタッフ
- 脚本：春日康徳／吉田武寛（LIPS*S／ILLUMINUS）
- 演出：吉田武寛（LIPS*S／ILLUMINUS）
- 協力：タツノコプロ
- 企画・製作：ILLUMINUS

### キャスト
- ガッチャマン・鷲尾健：井澤勇貴
- テッカマン・南城二：小坂涼太郎
- ポリマー・鎧武士：小波津亜廉
- キャシャーン・東鉄也：大崎捺希
- 界堂笑：大矢真那
- ダミアン・グレイ：鮎川太陽
- ベル・リン：花奈澪
- Z：GOH IRIS WATANABE
- 北野聖母：飯野雅
- ペガス：佐藤弘樹
- 咲坂：中谷智昭
- マーシャル：谷口敏也
- スーツアクター：伊与田良彦／小笠原祐太／中西奨／大塚晋也
- ザコメカ兵・アンサンブル：田沼ジョージ／高木俊輔／渡井瑠耶／松田朋樹／川端恭介
- アンサンブル：影山優亜／長澤綾乃／濱野彩加／武藤志織／Ricky／坂弥音

## 漫画
小太刀右京脚本、江尻立真作画による漫画『Infini-T Force 未来の描線』が、『月刊ヒーローズ』（ヒーローズ）4周年記念として2015年12月号より連載を開始。同誌が2020年12月号をもって休刊後はヒーローズのWebサイト『コミプレ』に移籍し、2020年12月25日の配信をもって完結した。アニメとはストーリー展開が異なるが無関係ではなく、アニメ版とは別の並行世界を舞台とする物語である。アニメ版と漫画版でキャラクターの性格が異なるのは、同一人物であっても歴史に差異がある別世界出身のため。劇中では異世界に飛ばされたポリマーとテッカマンがその世界の住人であるアニメ版の笑と出会うシーンがあり、アニメ版とは別の世界であることが明示されている。
- タツノコプロ（企画・原作）・小太刀右京（脚本）・江尻立真（漫画）『Infini-T Force 未来の描線』、ヒーローズ〈ヒーローズコミックス〉、全10巻
  1. 2016年4月30日発行（2016年4月5日発売[20]）、ISBN 978-4-86468-454-5
  2. 2016年10月31日発行（2016年10月5日発売[21]）、ISBN 978-4-86468-475-0
  3. 2017年4月30日発行（2017年4月5日発売[22]）、ISBN 978-4-86468-496-5
  4. 2017年10月31日発行（2017年10月5日発売[23]）、ISBN 978-4-86468-520-7
  5. 2018年2月28日発行（2018年2月5日発売[24]）、ISBN 978-4-86468-540-5
  6. 2018年10月31日発行（2018年10月5日発売[25]）、ISBN 978-4-86468-592-4
  7. 2019年4月30日発行（2019年4月5日発売[26]）、ISBN 978-4-86468-634-1
  8. 2019年11月30日発行（2019年11月5日発売[27]）、ISBN 978-4-86468-676-1
  9. 2020年5月31日発行（2020年5月15日発売[28]）、ISBN 978-4-86468-720-1
  10. 2021年2月28日発行（2021年2月5日発売）、ISBN 978-4-86468-766-9